# Landtagswahlkreis Schwäbisch Hall
Der Landtagswahlkreis Schwäbisch Hall (Wahlkreis 22) ist ein Landtagswahlkreis in Baden-Württemberg. Er umfasst die Gemeinden Bühlertann, Bühlerzell, Crailsheim, Fichtenau, Fichtenberg, Frankenhardt, Gaildorf, Ilshofen, Kirchberg an der Jagst, Kreßberg, Mainhardt, Michelbach an der Bilz, Michelfeld, Oberrot, Obersontheim, Rosengarten, Rot am See, Satteldorf, Schwäbisch Hall, Stimpfach, Sulzbach-Laufen, Vellberg, Wallhausen und Wolpertshausen des Landkreises Schwäbisch Hall. Wahlberechtigt waren bei der letzten Wahl 2021 125.975 Einwohner.

## Wahl 2021
Die Landtagswahl 2021 hatte folgendes Ergebnis:
| Direktkandidat            | Partei       | Stimmen in % | Landtagswahl 2016 Stimmen in % |
| ------------------------- | ------------ | ------------ | ------------------------------ |
| Jutta Niemann             | Grüne        | 28,7         | 27,5                           |
| Isabell Rathgeb           | CDU          | 23,3         | 23,0                           |
| Udo Stein                 | AfD          | 12,5         | 17,8                           |
| Nikolaos Sakellariou      | SPD          | 11,3         | 14,0                           |
| Stephen Brauer            | FDP          | 13,1         | 11,3                           |
| Ellena Schumacher-Koelsch | Die Linke    | 3,3          | 2,4                            |
| Peter Gansky              | ÖDP          | 1,3          | 1,3                            |
| Tillmann Finger           | Die Partei   | 1,8          | –                              |
| Markus Elsasser           | Freie Wähler | 1,9          | –                              |
| Andreas Baum              | dieBasis     | 1,7          | –                              |
| Markus Damson             | KlimalisteBW | 0,5          | –                              |
| Max Weber                 | Wir2020      | 0,7          | –                              |
| –                         | Sonstige     | –            | 2,7                            |

## Wahl 2016
Die Landtagswahl 2016 hatte folgendes Ergebnis:
| Direktkandidat       | Partei           | Stimmen in % | Landtagswahl 2011 Stimmen in % |
| -------------------- | ---------------- | ------------ | ------------------------------ |
| Helmut Walter Rüeck  | CDU              | 23,0         | 35,4                           |
| Jutta Niemann        | Grüne            | 27,5         | 22,0                           |
| Nikolaos Sakellariou | SPD              | 14,0         | 25,1                           |
| Friedrich Bullinger  | FDP              | 11,3         | 8,4                            |
| Kai Bock             | Die Linke        | 2,4          | 2,8                            |
| Manfred Keller       | REP              | 0,4          | 1,1                            |
| Hans-Jürgen Güllich  | NPD              | 0,6          | 1,3                            |
| Peter Gansky         | ödp              | 1,3          | 1,6                            |
| Julian Brosch        | ALFA             | 1,2          | –                              |
| Udo Stein            | AfD              | 17,8         | –                              |
| Damiana Koch         | Einzelbewerberin | 0,6          | –                              |
| –                    | Sonstige         | –            | 2,3                            |

## Wahl 2011
Bei der Landtagswahl 2011 am 27. März 2011 kandidierten folgende Parteien und Personen:
| Direktkandidat       | Partei        | Stimmen in % | Landtagswahl 2006 Stimmen in % |
| -------------------- | ------------- | ------------ | ------------------------------ |
| Helmut Walter Rüeck  | CDU           | 35,4         | 38,3                           |
| Nikolaos Sakellariou | SPD           | 25,1         | 27,6                           |
| Friedrich Bullinger  | FDP           | 08,4         | 14,4                           |
| Wilfried Kraft       | Grüne         | 22,0         | 09,9                           |
| Richard Neumann      | Die Linke     | 02,8         | WASG: 2,6                      |
| Stefan Klotz         | PIRATEN       | 01,9         | –                              |
| Michael Paulwitz     | REP           | 01,1         | 02,7                           |
| Martin Wolf          | ödp           | 01,6         | 01,1                           |
| Friedrich Kellermann | NPD           | 01,3         | 01,7                           |
| Andrej Peters        | Die Violetten | 00,4         | –                              |
| –                    | Sonstige      | –            | 01,7                           |

## Wahl 2006
Die Landtagswahl 2006 hatte folgendes Ergebnis:
| Direktkandidat       | Partei | Stimmen in % | Landtagswahl 2001 Stimmen in % |
| -------------------- | ------ | ------------ | ------------------------------ |
| Helmut Walter Rüeck  | CDU    | 38,3         | 31,4                           |
| Nikolaos Sakellariou | SPD    | 27,6         | 30,2                           |
| Friedrich Bullinger  | FDP    | 14,4         | 23,1                           |
| Jutta Parpart        | Grüne  | 09,9         | 06,3                           |
| Horst Tassler        | WASG   | 02,6         | –                              |
| Alexander Schonath   | REP    | 02,7         | 06,5                           |
| Torsten Krause       | PBC    | 01,7         | 01,1                           |
| Lars Käppler         | NDP    | 01,7         | 00,3                           |
| Reinhold Landes      | ödp    | 01,1         | 01,1                           |

## Abgeordnete seit 1976
Bei den Landtagswahlen in Baden-Württemberg hat jeder Wähler nur eine Stimme, mit der sowohl der Direktkandidat als auch die Gesamtzahl der Sitze einer Partei im Landtag ermittelt werden. Dabei gibt es keine Landes- oder Bezirkslisten, stattdessen werden zur Herstellung des Verhältnisausgleichs unterlegenen Wahlkreisbewerbern Zweitmandate zugeteilt. Die bis zur Wahl 2006 gültige Regelung sah eine Zuteilung dieser Mandate nach absoluter Stimmenzahl auf Ebene der Regierungsbezirke vor.
Den Wahlkreis Schwäbisch Hall vertraten folgende Abgeordnete im Landtag:
| Partei  | Art des Mandats | Gewählte |
| ------- | --------------- | --- |
| CDU     | Erstmandat      | Hermann Opferkuch 1976, 1980 Ernst Keitel 1984, 1988, 1992, 1996 Helmut Walter Rüeck 2001, 2006, 2011                                                              |
| SPD     | Zweitmandat     | Ulrich Lang 1976, 1980, 1984, 1988 Walter Müller 1992, 1996 Nikolaos Sakellariou 2001, 2006, 2011                                                                  |
| FDP/DVP | Zweitmandat     | Walter Döring 1988, 1992, 1996, 2001 Friedrich Bullinger 2006, 2011, 2016, Mandat niedergelegt am 31. Juli 2018 Stephen Brauer nachgerückt am 1. August 2018, 2021 |
| REP     | Zweitmandat     | Alexander Schonath 1996 |
| Grüne   | Erstmandat      | Jutta Niemann 2016, 2021 |
| AfD     | Zweitmandat     | Udo Stein 2016, 2021 |